# Mexcala ovambo
Mexcala ovambo là một loài nhện trong họ Salticidae.
Loài này thuộc chi Mexcala. Mexcala ovambo được Wanda Wesołowska miêu tả năm 2009.